# Whistlejacket
Whistlejacket és una pintura a l'oli dels volts de 1762 realitzada per l'artista britànic George Stubbs que mostra el cavall de curses del Marquès de Rockingham encabritat a mida pràcticament real sobre un fons llis. La tela és de grans dimensions i només s'hi presenta el corser i algunes ombres discretes. Stubbs va tenir molta cura en els detalls de l'aparença del solípede. Va ser descrit al The Independent com "un paradigma de la bellesa impecable d'un pura sang àrab". La família Fitzwilliam va ser l'hereva de Rockingham, el qual morí sense descendència, i va retenir la pintura fins al 1997, quan la National Gallery de Londres, amb l'ajuda del Heritage Lottery Fund, va adquirir-la per 11 milions de lliures esterlines.
Stubbs era un especialista artista de temàtica eqüestre que va ser convidat per Rockingham a passar uns mesos a la Wentworth Woodhouse de Yorkshire, la seva casa de camp principal, el 1762. L'autor havia pintat diversos quadres de cavalls, amb i sense figures humanes, encara que no de l'escala del Whistlejacket ni amb aquest fons erm. No hi havia precedents en la seva obra ni tampoc en quadres de corsers en general que mostressin "un sol cavall" comandant "un enorme llenç" i per aquest motiu ràpidament es desenvoluparen llegendes que intentaven explicar per què el quadre estava inacabat, encara que els historiadors d'art modern no consideren cap d'elles versemblant. De fet, entre els primers llenços de Stubbs de la seva estada el 1762 hi havia un parell de pintures molt més petites de grups de cavalls, on en una d'elles apareix el Whistlejacket, de format horitzontal "com un fris clàssic" amb un fons de color beige i només estroncat per ombres petites als peus. Per tant, sembla que Rockingham va deixar deliberadament el quadre amb l'animal sol, sense un paisatge de fons.